# Сант-Анджело (район)

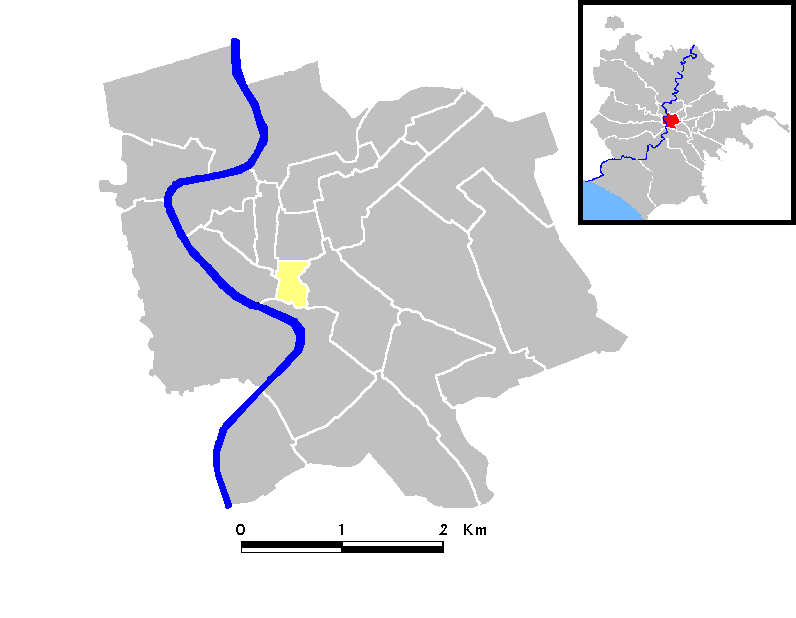
Сант-Анжело

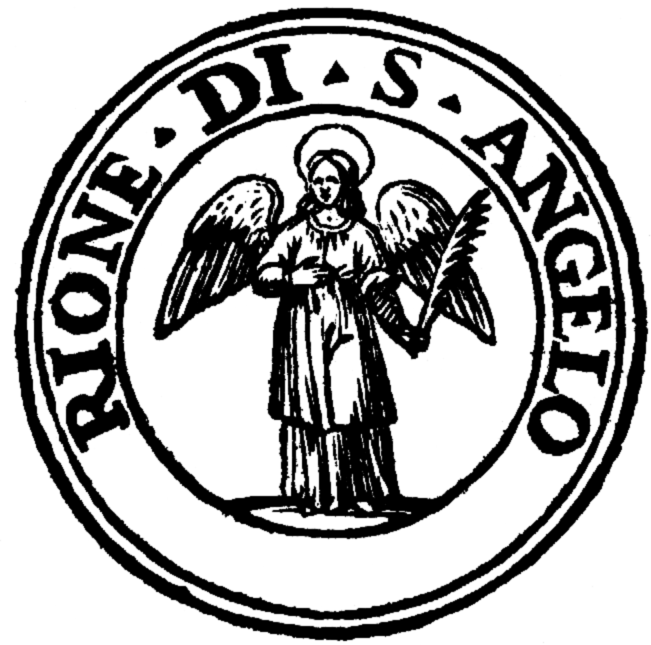
Герб Сант-Анжело

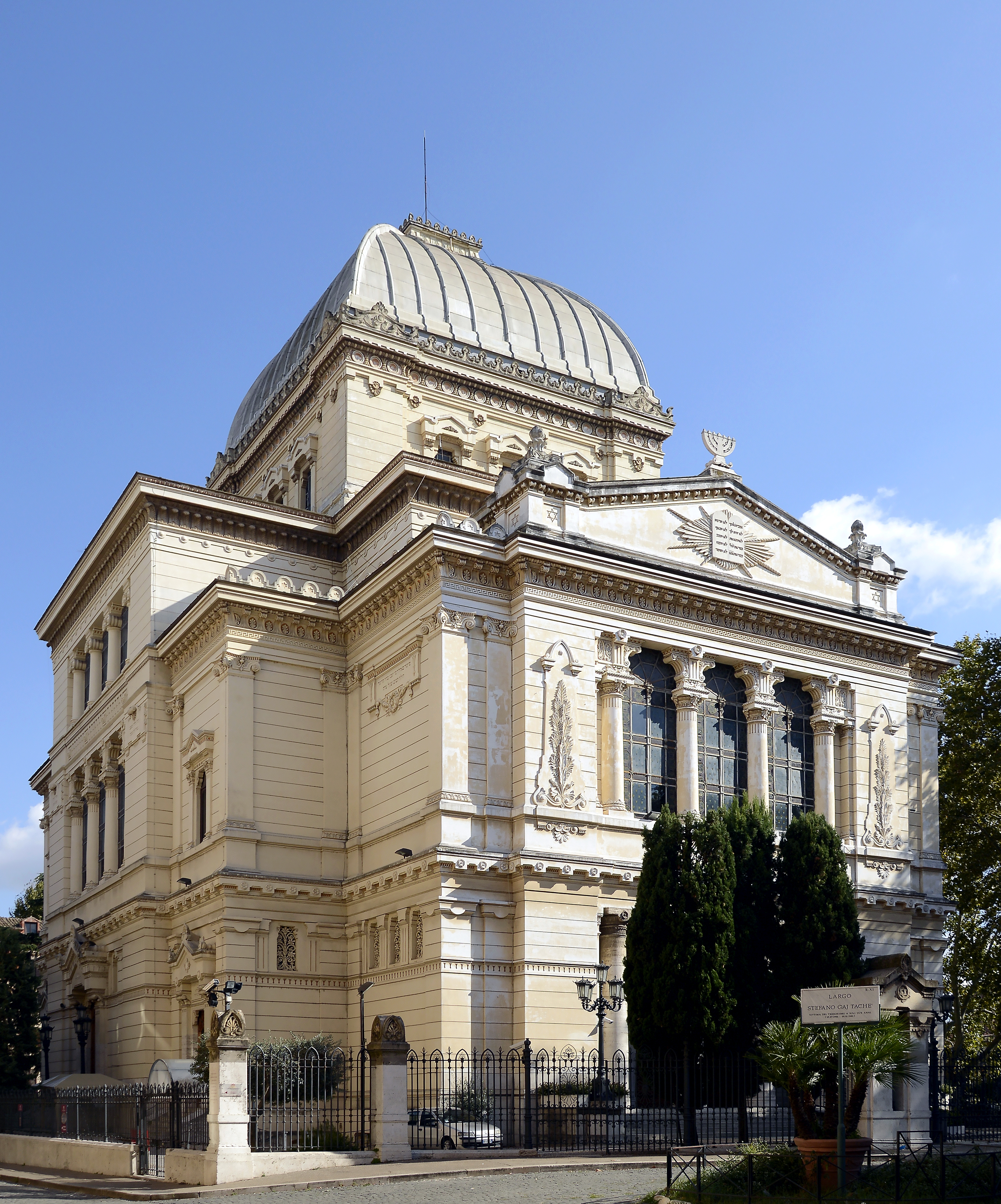

Сант-Анжело (итал. Sant'Angelo) — XI район (Rione) Рима.

## Положение
Район Сант-Анжело расположен на левом берегу реки Тибр напротив острова Тибертина. Сант-Анжело — самый маленький по площади из всех исторических районов Рима.

## История
Название района происходит от маленькой церкви Сант-Анджело-ин-Пескериа (Sant’Angelo in Pescheria). Во времена античности этот район был частью Regio Circus Flaminius. В средневековье здесь располагалось еврейское гетто.

## Достопримечательности
- Театр Марцелла
- Портик Октавии
- Фрагмент портика храма Аполлона Созиана и Беллоны
- Церковь святой Риты да Кашия ин Капителли
- Палаццо Савелли-Орсини
- Палаццо Маттеи
- Большая синагога
- Фонтан черепах
- Церковь Санта-Мария-ин-Кампителли